# The Canine Mutiny
"The Canine Mutiny" är avsnitt 20 från säsong åtta av Simpsons och sändes på Fox i USA den 13 april 1997. Avsnittet skrevs av Ron Hauge och regisserades av Dominic Polcino. I avsnitt skaffar Bart en ny hund med hjälp av ett kreditkort, hunden Laddie. Familjen älskar den och Bart gör av sig med Santa's Little Helper något han snart ångrar. Frank Welker gästskådespelar som Laddie, som är en parodi på Lassie. Titeln är parodi på Myteriet på Caine.

## Handling
Bart blir sur för ingen skickar post till honom så Marge ger honom direktreklamen. En av dem är ett formulär för att kreditkort som Bart fyller i och postar åt hunden. Efter några dagar går kreditansökan igenom och Bart får ett kort under namnet "Santos L. Halper". Bart börjar handla till sig själv och familjen från en postorderkatalog. En av sakerna som Bart köper är en hund, Laddie som han påstår för familjen att han vunnit på kyrklotteriet. Familjen älskar honom och börjar glömma bort deras gamla hund Santa's Little Helper.
Bart får snart påminnelseavgifter då han inte betalat för de saker han köpt med kreditkortet och efter några veckor kommer indrivare och tar allt han köpt. Bart lurar dem att ta Santa's Little Helper istället för Laddie. Bart lurar familjen att han lånat ut Santa's Little Helper tills Laddie känner sig hemma. Då Bart är ute och rastar Laddie räddar de Gerald. Polisen älskar hunden och Bart ger bort Laddie till dem då han inte gillar hunden. Vid middagen berättar Bart att han gett bort Laddie till polisen och han inte vet var Santa's Little Helper är någonstans. Homer får Bart att börja söka upp hans gamla hund, han upptäcker att kyrkan gett honom till Mr. Mitchell. Bart besöker Mitchell för att berätta sin historia och få tillbaka sin hund men då han upptäcker att han är blind ändrar han planer.
Bart tänker göra inbrott hos Mr. Mitchell och sno tillbaka hunden, Mitchell vaknar då Santa's Little Helper börjar skälla och han låser in Bart i väntan på polisen. Bart berättar då att det var hans hund och han vill ha den tillbaka. Mitchell låter hunden bestämma vem han vill leva med honom eller Bart. Santa's Little Helper väljer Bart. Samtidigt kommer polisen med Laddie som upptäcker att Mitchell har marijuana på sig. Polisen börjar reda ut om han har det av medicinska skäl vilket han hävdar, medan Bart går hem med Santa's Little Helper.

## Produktion
Avsnittet använder ett längre intro då den blev för kort. En stor scenen klipptes bort i mitten av avsnittet och halva avsnittet skrev som efter animeringen var klar. Ursprungliga idén var att familjen skulle få ett kreditkort med namnet "Hobart Simpson" och Bart skulle använda de det. Som en extra historia i serien skulle Lisa bli beroende av piller. Istället för att gå till hundparken med Laddie var ursprungligen tanken att de besökte ett vattenfall där den dök men togs bort för de ville inte ha en superhund. Hur Laddie räddade Gerald hade en större förklaring men togs bort.
Laddie ritades efter en riktig hund. Katalogen som Bart bläddrar i är en blandning av Lillian Vernon och The Sharper Image. Avsnittet inleds med att familjen går igenom posten då de inte haft den scenen förut och ville visa vilken skräpreklam som de får. Då Bart drömmer om att hundarna eldas skulle hundarna gråtit från början men de togs bort. Hank Azaria sjöng som Clancy Wiggum och Lou under eftertexten utan manus till låten "Jamming".

## Kulturella referenser
Titeln är en parodi på Myteriet på Caine. Hunden "Laddie" är en parodi på Lassie. Marge lyssnar på sången "You Really Got Me". Under eftertexten spelas låten "Jamming". Designen på "Repo Depot" är baserat på Repo Man. Adressen på Mr. Mitchells hus är en av adresserna från Harvard Lampoon. Mr. Mitchell har en död papegoja som en referens till Monty Python.

## Mottagande
Avsnittet hamnade på plats 43 över mest sedda program under veckan med en Nielsen ratings på 8.1, vilket gav 7,9 miljoner hushåll. Det var det fjärde mest sedda programmet på Fox under veckan. Då Wiggum och Lou sjunger under eftertexten har hyllats som en av de bästa sluten. I boken I Can't Believe It's a Bigger and Better Updated Unofficial Simpsons Guide kallar Warren Martyn och Adrian Wood avsnittet för sött. Homers replik till Bart är en av Josh Weinsteins favoriter.